# Recife FM
Recife FM é uma emissora de rádio brasileira sediada em Recife, capital do estado de Pernambuco. Opera no dial FM, na frequência 97,5 MHz. Pertence ao Sistema Verdes Mares, subsidiária do Grupo Edson Queiroz responsável por vários veículos de comunicação no Nordeste brasileiro.

## História
A emissora foi inaugurada em 23 de março de 1981 pelos empresários Nilson Lins e Anastácio Souza. Inicialmente, sua programação era baseada em uma emissora de São Paulo, e tocava músicas de estilo brega e outros ritmos populares. Com os resultados insatisfatórios, em 1984, a Recife FM é adquirida pelo Sistema Verdes Mares, e passa a atender o público das classes C, D e E.
Segundo a pesquisa "Top Brands", divulgada em agosto de 2010 pela Associação Brasileira de Anunciantes, a rádio é a mais lembrada em Recife com um índice de 25%. Atualmente, é uma das líderes de audiência na capital pernambucana, segundo dados da Kantar IBOPE Media.
Em dezembro de 2021, a emissora reassume a vice-liderança geral de audiência, ultrapassando a Rádio Jornal, segundo a Kantar IBOPE.

## Programas e comunicadores
- Bom Dia Recife (Jeferson Danadão)
- Domingão 97 (Gal Ferrer e Alex Moriá)
- Domingo Especial
- Especial de Sábado
- Experiência de Deus (Padre Reginaldo Manzotti)
- Ligue 97 (Gal Ferrer)
- Madrugada Especial (André Almeida)
- Momentos de Amor (Alex Lucena)
- No Colo de Jesus e Maria (Padre Marcelo Rossi)
- Paradão 97
- Sucessão de Sucessos (Nano Alves)
- Tempo de Paz (Padre João Carlos)
- Terço das Santas Chagas (Padre Reginaldo Manzotti)
- Toca Tudo 97 (Nano Alves)